# دلفینی به نام اکو
«دلفینی به نام اکو» (انگلیسی: Ecco the Dolphin) یک بازی ویدئویی در سبک سکوبازی است که توسط سگا و در سال ۱۹۹۲ و در پلت‌فرم‌های مایکروسافت ویندوز و سگا مگا درایو منتشر شده‌است.